# Motim em Bogra de 1977
O motim em Bogra de 1977 foi um motim ocorrido no acantonamento de Bogra em 30 de setembro de 1977.

## Antecedentes
Ziaur Rahman era o chefe do Estado-Maior do Exército, atuava como o principal administrador da lei marcial após o assassinato do Sheikh Mujibur Rahman. Em 21 de abril de 1977, o presidente Abu Sadat Mohammad Sayem renunciou e Ziaur tornou-se presidente de Bangladesh. Em julho de 1977, ocorre um motim no acantonamento de Bogra que levou à desmobilização da unidade amotinada. A causa deste motim foi o ressentimento com o aumento salarial, que foi considerado insuficiente.

## Eventos
O motim ocorreu no acantonamento de Bogra sob a liderança do tenente-coronel Zaman. O governo do Bangladesh estava preocupado com o voo 472 da Japan Airlines, que foi sequestrado e havia aterrissado em Daca. Os alistados mataram seus oficiais e houve relatos de tiroteios na cidade de Bogra. O 22.º Regimento de Bengala se amotinou. Após o motim ter falhado, centenas de soldados foram executados e enterrados em valas comuns em Rajshahi. Syed Faruque Rahman, um dos assassinos de Sheikh Mujib, estava envolvido no motim e sua antiga unidade estava estacionada em Bogra na época.